# نووی جوروواتس
نووی جوروواتس (به صربی: Novi Đurovac) یک منطقهٔ مسکونی در صربستان است که در پروکوپلیه واقع شده‌است. نووی جوروواتس ۱۳ نفر جمعیت دارد.